# Michaela (Matisse)
Pour les articles homonymes, voir Michaela.
Michaela – ou Michaella, robe jaune et plante – est un tableau réalisé par le peintre français Henri Matisse en 1943 à Nice, dans les Alpes-Maritimes. Cette huile sur toile est le portrait d'une jeune femme italienne assise en robe jaune dans une chaise rouge près d'une plante verte à longues feuilles. Passée par la galerie d'art new-yorkaise de Pierre Matisse, le fils de l'artiste, l'œuvre est conservée depuis 2002 à la pinacothèque Agnelli de Turin, en Italie.